# Puška

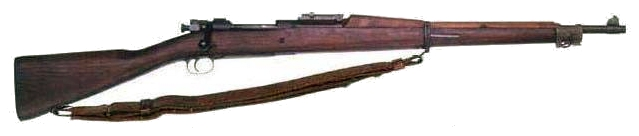
M1903 Springfield, první polovina 20. století

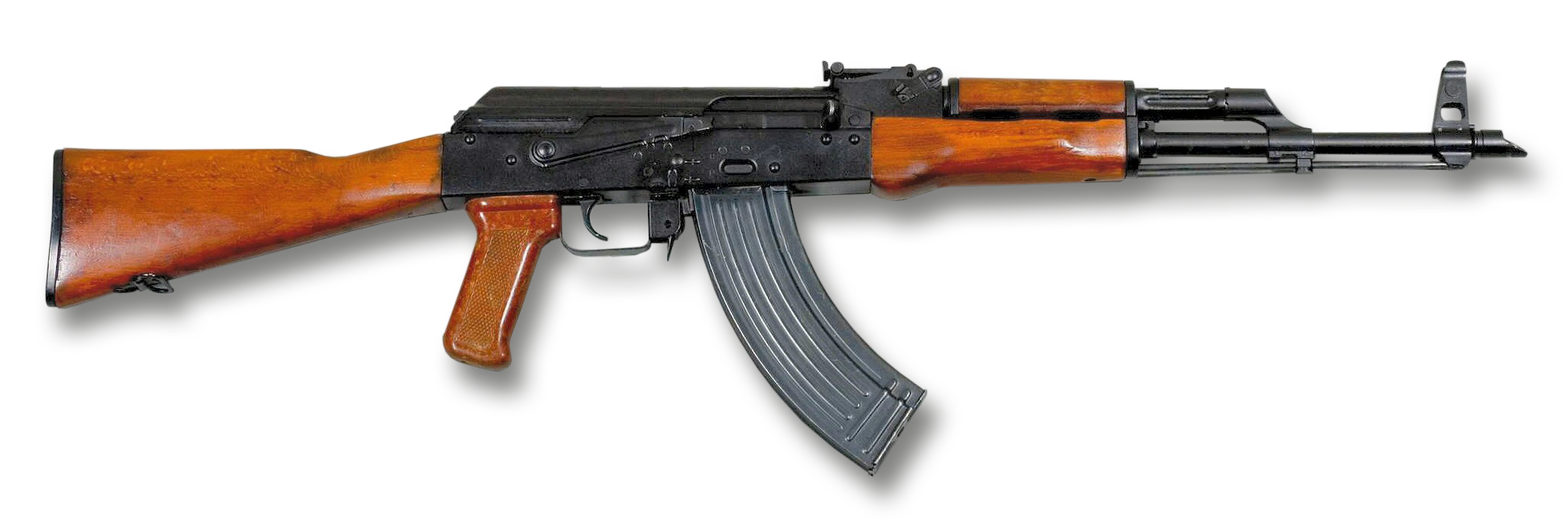
Moderní útočná puška AKM

Puška je dlouhá ruční střelná zbraň. Samotný pojem puška není přesně definován ani v zákoně o zbraních, ani v ČSN 39 5002-1, která zavádí všeobecné termíny a definice zbraní. Dlouhou zbraní se podle zákona rozumí palná zbraň jejíž délka hlavně dosahuje minimálně 300 mm a jejíž celková délka je alespoň 600 mm. Puška je uváděna jako zbraň střelná, protože mezi pušky mohou patřit jak palné zbraně, tak i jiné druhy zbraní. Příkladem je vzduchová puška.
Obvykle lze na pušce identifikovat dvě základní součásti:
- hlaveň – kovová trubka, která slouží k vystřelování projektilů na cíl
- pažba – část zbraně sloužící k držení pušky při střelbě, vyrobená z tepelně nevodivého materiálu (často například dřevo)

## Definice pojmu Puška

### Nesoulad obsahu v různých zdrojích
Některé cizí jazyky používají v podobném významu označení, které více popisuje technické provedení zbraně. Například v angličtině (rifle) nebo ruštině (Винтовка). Tato slova svým základem slova i jeho významem zahrnují pouze zbraně s drážkovaným vývrtem hlavně. Tomu by definicí odpovídal více český pojem kulovnice. Přesto bývají tato slova překládána jako puška.
Podle některých autorů je český výraz „puška“ širší, protože zahrnuje nejen dlouhé zbraně s drážkovaným, ale i zbraně s hladkým vývrtem hlavně. . Podle jiných pramenů je puška zbraň s drážkovaným vývrtem hlavně. 

### Historický význam slova
Ve staré češtině původně slovo „puška“ označovalo krabici, po nástupu palných zbraní pak jakoukoliv palnou zbraň, především různé druhy děl, význam se zúžil až mnohem později. Zajímavostí je, že v některých nářečích slovo „puška“ označovalo též vulvu nebo kloaku, pravděpodobně jde o přenesení významu z označení krabice, resp. obecněji nádoby. Jiné etymologie vychází z německého slova Büchse, což původně znamenalo krabici či skříňku, později také střelnou zbraň. V ruštině znamená „puška“ (пушка) dělo dodnes.

### Synonyma
Jako synonymum bývá v češtině uváděno slovo ručnice nebo karabina. Ve stejném významu se používají i nespisovná, z němčiny převzatá slova flinta, slangově kvér.

## Historický vývoj pušek

### První dlouhé ruční palné zbraně

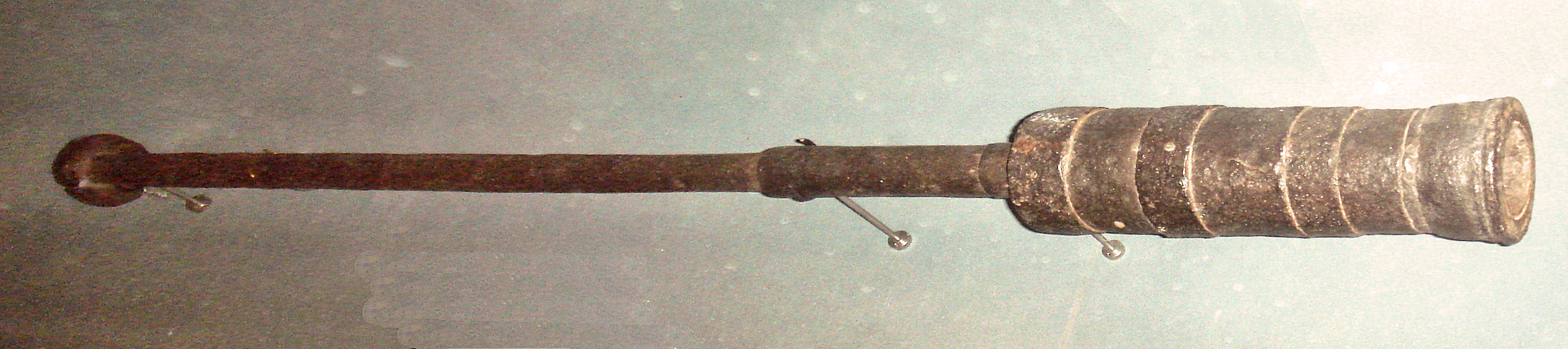
Celoželezná ruční bombarda (Západní Evropa 1390–1400)

Střelec s ručním dělem (15. století)

V Evropě se první palné zbraně objevují ve 14. století spolu s rozšířením černého střelného prachu. Nejprve vznikala první děla a posléze i první ruční palné zbraně. Tyto zbraně byly zpočátku velmi primitivní a konstrukčně se příliš nelišily od tehdejších děl. Jednalo se o železné nebo bronzové roury, buď spojené z jednotlivých pásů nebo vykované z jediného kusu. Jeden konec roury byl uzavřen a někdy zakončen tyčí přecházející vzadu do dřevěné násady. Někdy byly tyto hlavně připevňovány k primitivní pažbě z hrubě opracovaného dřevěného špalíku. Před výstřelem se nasypal střelný prach do vývrtu hlavně a poté dovnitř umístila železná nebo olověná koule jako projektil. Střelec uchopil zbraň (stiskl v podpaží nebo opřel o rameno či pevnou podložku) a zamířil na cíl. Střelec nebo jeho pomocník potom zapálil střelný prach přiložením zapáleného doutnáku nebo rozžhaveného želízka k nevelkému otvoru v zadní části hlavně. Tyto zbraně byly nazývány v západních zemích jako ruční děla, ruční bombardy nebo petronely.
V první čtvrtině 15. století se objevují první zdokonalení ručních palných zbraní. Hlavně se začínají prodlužovat, pažby jsou zahnutější a zápalné kanálky s pánvičkou na střelný prach jsou umisťovány na boční stěnu hlavně namísto horní plochy. Vznikají první primitivní mířidla. Zbraně tohoto typu se v západní Evropě nazývaly jako kulveriny.
V počátečním období převládaly mezi ručními palnými zbraněmi hradební pušky používané při obraně opevněných míst. Při střelbě byly opírány o pevnou podpěru pomocí dolního výstupku – háku, z čehož vznikl jejich název – hákovnice. Nejen hradební pušky, ale i jiné typy byly natolik těžké, že při střelbě vyžadovaly použití podpěry nebo podstavce. Účinnost střelby byla značně nízká a manipulace velmi komplikovaná. Často docházelo při výstřelu i k jejich roztržení.
Ve druhé polovině 15. století začal být doutnák upevňován na konec páky otočně upevněné ke zbrani. Při stisknutí jednoho konce páky se dotkl druhý konec s hořícím doutnákem zápalného otvoru a vznítil střelný prach. Protože tato páka byla ohnuta do podoby písmena S a připomínala tak hada, dostala název serpent (serpens = latinsky had) a někdy tak byla nazývána i celá zbraň.

### Zbraně s doutnákovým zámkem

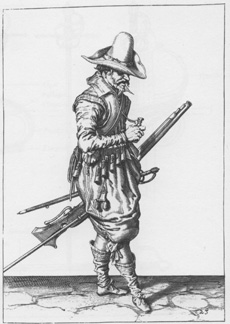
Mušketýr s doutnákovou mušketou (16. stol.)

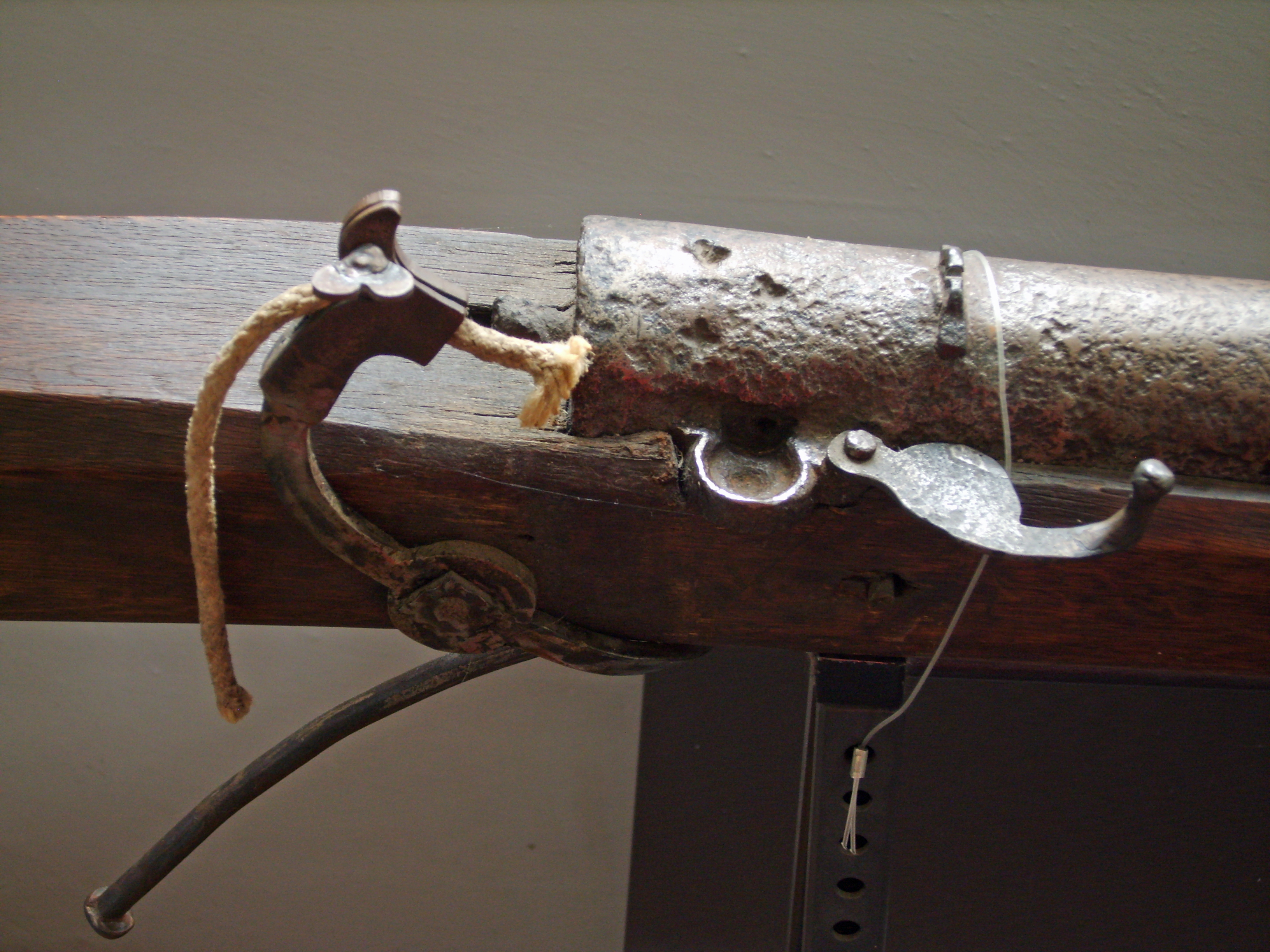
Doutnákový zámek

Koncem 15. století se poprvé objevil doutnákový zámek s pružinou. U tohoto typu zámku se vztyčený kohout s doutnákem sklápěl k zápalnému kanálku pomocí předem stlačené pružiny po stisknutí knoflíkové spouště. Do původního postavení se kohout vracel ručně. Mechanizmus byl časem ještě zdokonalen a krátce poté se široce rozšířil doutnákový zámek, u něhož bylo dosaženo relativně rychlého pohybu kohoutu nikoliv působením pružiny, ale díky zvolenému poměru různě dlouhých pák vzájemně na sebe působících při stisknutí spouště. Pružina sloužila u tohoto typu zámku pouze pro vracení součástek mechanizmu do původní polohy. Zbraně s tímto zámkem byly dvou typů – lehčí arkebuza a těžší mušketa vyžadující při střelbě podpěru (furketu).
Rané typy ručních palných zbraní mohly jen nepříliš úspěšně soupeřit s jinými druhy střelných zbraní srovnatelného období. Hmotností, přesností a rychlostí palby značně zaostávaly za luky i kušemi. Dokonce i průbojnost měly kule z arkebuz zpravidla nižší, než šipky vystřelené z kuší. Teprve muškety, které se objevily počátkem 16. století, dokázaly průbojností svých střel značně překonat tehdejší kuše a luky. Průbojnost se zvýšila zvýšením délky hlavně. Hlavně mušket byly značně delší, než u arkebuz. Ráže muškety se může lišit, ale například anglické muškety používaly často ráži 12, což znamená že z libry olova bylo vyrobeno 12 kulí, což dává hmostnost jedné kule asi 38 gramů. Rychlost nabití muškety je hodně závislá na vytrénovanosti obsluhy. Pro samotné nabití lze dosáhnou času asi od půl minuty. 
Použití palných zbraní způsobilo převrat ve vojenské taktice a zapříčinilo postupný konec nadvlády rytířské obrněné jízdy. Od počátku 16. století se mušketýři stali stálou součástí armád. Jejich úloha neustále vzrůstala a koncem 16. století již tvořili polovinu celé pěchoty. Pro technickou nedokonalost tehdejších palných zbraní však rozhodující úloha v boji zatím ještě stále patřila pikenýrům.

### Zbraně s kolečkovým a křesadlovým zámkem
Koncem 15. století byly prakticky vyčerpány všechny možnosti zdokonalování ručních palných zbraní používajících zápalný doutnák. Další mezník vývoje představoval vynález mechanizmů zažíhajících střelný prach v hlavni zbraně prostřednictvím vykřesané jiskry – kolečkového a křesadlového zámku.

#### Kolečkový zámek

Kolečkový zámek

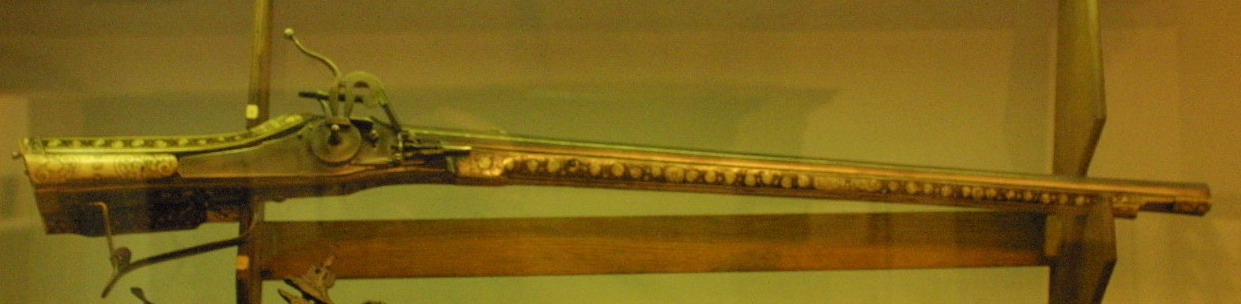
Arkebuza s kolečkovým zámkem (přelom 16. a 17. století)

Kolečkový zámek se poprvé objevuje na přelomu 15. a 16. století. Celý mechanizmus byl před výstřelem natažen prostřednictvím klíče, podobně jako hodiny. Po stisknutí spouště se uvolnilo a pootočilo rýhované kolečko, ke kterému byl současně prostřednictvím pružiny sklopen kohout s křesacím kamínkem. Vzniklé jiskry vznítily střelný prach na pánvičce a způsobily výstřel. Pozdější konstrukce byly zdokonaleny, kolečko bylo přemístěno dovnitř zámku nebo vylepšené natahování mechanizmu probíhalo namísto klíče pouze vztyčením kohoutu. Jako materiál křesacího kamínku byl používán nejprve křemen, později pyrit.
Zbraně s kolečkovým zámkem měly pohodlnější obsluhu, byly pohotovější ke střelbě a nepotřebovaly ke své funkci doutnák citlivý na nepříznivé vlivy počasí. Protože však byly příliš drahé, dlouho nemohly vyřadit z pěchotní výzbroje zbraně s doutnákovými zámky. Rovněž byly konstrukčně značně složité a citlivé na znečištění.
Kolečkový zámek se uplatnil u mušket i arkebuz a zároveň zapříčinil i vznik prvních krátkých palných zbraní s tímto zámkem – pistolí.

#### Křesadlový zámek

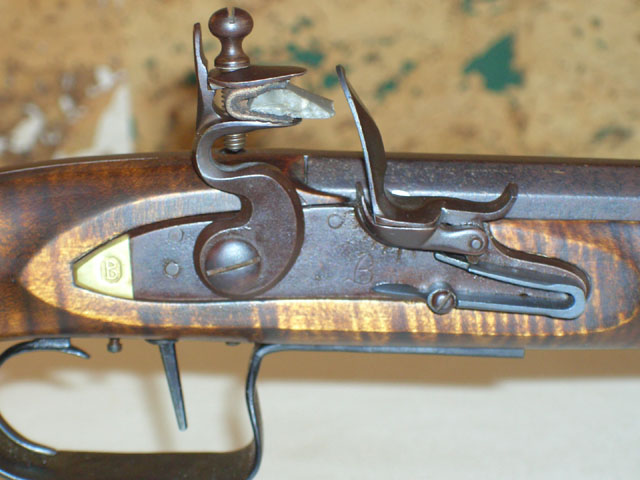
Křesadlový zámek

Počátkem 16. století se téměř současně s objevem kolečkového zámku objevil nový a dokonalejší systém zažíhání střelného prachu – křesadlový zámek. Po stisknutí spouště došlo k uvolnění předem napnuté vzpruhy, která uvedla do pohybu kohout s křesacím kamínkem upevněným v jeho čelistech. Ten udeřil do ocelové destičky – ocílky, která způsobila vykřesání jisker a zároveň se odkryla pánvička se střelným prachem. Jiskry vznítily prach na pánvičce, který prostřednictvím malého kanálku zažehl prachovou náplň v hlavni a došlo k výstřelu. Zbraně s křesadlovým zámkem byly pohodlnější na obsluhu a rovněž rychlost palby vzrostla ve srovnání s doutnákovými zbraněmi více než dvakrát – interval mezi dvěma výstřely se nyní zkrátil na 1 minutu.

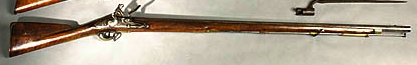
Britská křesadlová armádní puška „Brown Bess“ (ve výzbroji 1722–1838)

Křesadlové pušky jednoduché konstrukce s hladkým vývrtem hlavně se udržely ve výzbroji na velmi dlouhou dobu. Pouze s minimálními úpravami vydržely přes 250 let. Po vynálezu bodáku byly koncem 17. století rušeny jednotky kopiníků a puška se stala hlavní zbraní pěchoty. Konstrukční schéma křesadlových zbraní bylo téměř totožné pro vzory vyráběné v různých zemích světa, dílčí rozdíly byly pouze ve vnějším zpracování. Vnějším vzhledem se značně lišily pouze zbraně orientálního původu.
Ve výzbroji bylo značné množství různých typů zbraní a pro každý typ vojska mohl být zaveden zvláštní typ pušky. Existovaly pušky pěchotní, krátké pušky s drážkovaným vývrtem, jezdecké pušky, karabiny, musketony a podobně. Existovala rovněž velká rozmanitost používaných ráží i v rámci jednoho pluku.

### Perkusní pušky

#### Perkusní předovky

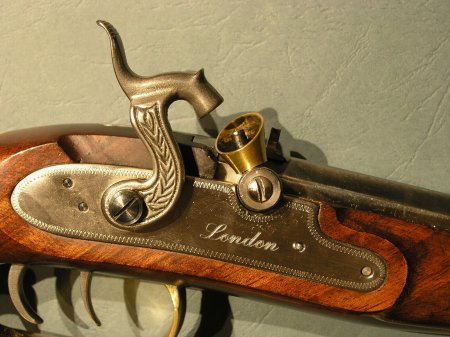
Perkusní zámek

Spolu s rozvojem chemie a technologického pokroku byly podnikány pokusy vylepšit stávající ruční palné zbraně. Ve třicátých letech 19. století vstoupil v užívání nový typ zámku – perkusní zámek používající k zažehnutí střelného prachu v hlavni zbraně chemickou látku zažehovanou úderem, tzv. třaskavinu. Další vývoj a zdokonalení perkusních zámků umožnil vynález perkusní zápalky. Perkusní zápalky byly měděné kapsle naplněné třaskavou složí, které byly nasazovány na trubičku spojenou s hlavní – piston a rozněcovány úderem napnutého kohoutu.

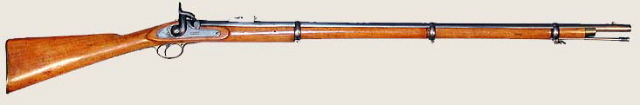
Britská perkusní puška Enfield 1853

Dalším důležitým zlepšením kvality se stalo větší rozšíření drážkovaných hlavní u pušek v důsledku vynalezení snadnějšího způsobu nabíjení střel do těchto hlavní. Stále se většinou ještě jednalo o předovky. Při nabíjení se ústím hlavně vsypal střelný prach a prostřednictvím nabijáku vtlačila střela. Nově zaváděné podlouhlé projektily měly lepší balistické vlastnosti a neztrácely rychlost za letu tak rychle, jako dříve používané koule. Takovéto projektily měly díky své rotaci způsobené průchodem hlavní se spirálovitým drážkováním větší přesnost a dostřel. Bylo rovněž možno díky tomu poněkud zmenšit používanou ráži, aniž by se snížila hmotnost střely a její průbojnost. Byly prováděny pokusy s různými typy střel i drážkování.
Palebná síla pěchoty byla rozšířením pušek s drážkovanou hlavní a perkusním zámkem podstatně zvýšena a takovéto zbraně zajišťovaly značnou výhodu před vojsky vybavenými zastaralými puškami s hladkým vývrtem hlavně. Například za krymské války v letech 1853–1856 se projevila zdrcující převaha drážkovaných pušek anglických a francouzských vojáků, kteří mohli vést mířenou palbu do vzdálenosti 1200 kroků na rozdíl od ruských střelců vyzbrojených puškami s hladkým vývrtem, jejichž účinný dostřel nepřevyšoval 300 kroků.
Drážkované předovky se vnějším vzhledem jen málo lišily od dřívějších pušek s hladkým vývrtem hlavně a jejich obsluha byla stejná. V důsledku zvýšení dostřelu byla zaváděna posuvná hledí umožňující mířenou palbu na větší vzdálenosti.

#### První perkusní zadovky
Počátkem druhé poloviny 19. století se objevuje množství nejrůznějších systémů perkusních pušek nabíjených zezadu – zadovek. Takový způsob nabíjení měl řadu výhod. Střelec nemusel při nabíjení pokaždé pušku otáčet ústím hlavně k sobě, střely mohly být dokonaleji utěsněny v drážkách hlavně a mohl začít vývoj prvních jednotných nábojů. Konstrukce uzavírání závěru byly sice rozmanité, ale princip byl podobný. Po otevření závěru v zadní části hlavně byl do nábojové komory vložen projektil a prachová náplň (často spojené papírovým obalem do jednoho celku, později se jednalo už o kovový náboj bez zápalky např. systémy Maynard, Burnside apod.) a závěr byl uzavřen. Pak střelec natáhl kohoutek, nasadil zápalku na piston a puška byla připravena k výstřelu.

### Pušky používající jednotný náboj

#### Jehlovky
U prvních konstrukcí zadovek bylo obtížné zajistit dostatečné utěsnění nábojové komory, aby nedocházelo k úniku prachových plynů při výstřelu. Tento problém byl vyřešen až s příchodem nových zbraní používajících jednotný náboj. Poprvé byl tento nový typ náboje použit u pušek systému Dreyse, které se nazývaly jehlovky. Jejich mechanizmus převzal německý konstruktér Nikolaus Dreyse od Švýcara Samuela Johanna Paulyho roku 1827. Použitý náboj byl tvořen papírovým obalem, který obsahoval v jednom celku prachovou náplň, projektil i zápalku. Zápalka byla umístěna uvnitř náboje a aby ji jehlový úderník zasáhl, musel probodnout celou prachovou náplň. Tento systém měl pohodlnější obsluhu a zejména vyšší rychlost palby, než předchozí typy. V prusko-rakouské válce roku 1866 byly pruské jehlovky Dreyse M1841 jedním z rozhodujících činitelů rakouské prohry. Ztráty způsobené palbou z pušek měli Rakušané osmkrát vyšší než Prusové. Jehlovky systému Dreyse měly však také řadu nedostatků částečně odstraněných u jehlovek jiných systémů. Společnou nevýhodou tohoto konstrukčního řešení byl nevyhovující materiál nábojnice – papír. Útržky nábojnic, které po výstřelu zůstávaly ve vývrtu zbraně, ztěžovaly nabíjení, překážely následující střele při dalším výstřelu a napomáhaly k rychlému opotřebení vývrtu hlavně. Papírová nábojnice rovněž nezajišťovala hermetické utěsnění náboje a hlavně navlhala, takže za deště téměř znemožňovala střelbu a nejen to, konstrukce zapříčinila značné nauhličování jehel a následně jejich lámání. Mimo to byly jehlovky výrazně méně přesné než perkusní pušky Lorenz.

#### Další konstrukce zadovek na jednotný náboj

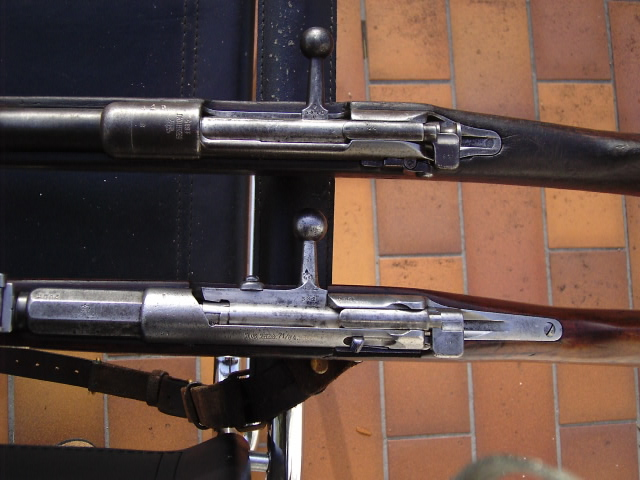
Odsuvný závěr u pušek Mauser M 1871/84 a M 1888

Po pruském vítězství roku 1866 byly v řadě zemí urychleně zaváděny do výzbroje rozmanité konstrukce zadovek používajících jednotný náboj. Některé vznikly úpravou starších perkusních předovek, jiné byly zcela nových systémů. Vznikaly závěry odklopné, otočné, kývavé i klouzavé (odsuvné).
V roce 1867 sestrojil Rakušan Wänzel odklopný závěr, který byl vhodný pro transformace starých perkusních předovek na zadovky. Úprava starších pušek byla levnější, než zavádění zcela nových vzorů do výzbroje a tak mnoho států dávalo přednost tomuto řešení. Hlaveň pušky Wanzel M 1867 byla uzavírána zezadu závěrem uloženým v pouzdře závěru. Závěr byl otevírán pomocí rukojeti kolem příčné horizontální osy v přední části pouzdra závěru (odklopen nahoru a dopředu). Při otevírání závěru byla vyhozena nábojnice z nábojové komory. Po ručním vložení náboje se závěr uzavřel. Upravený kohout z dřívější perkusní zbraně udeřil po stisknutí spouště na úderník procházející závěrem a odpálil zápalku náboje. Tento systém byl napodobován v různých zemích a rovněž na něj byly transformovány některé starší pušky (například ruská puška Berdan 1 z roku 1868).
Odklopné závěry existovaly i v jiných variantách. Kromě otáčení kolem příčné horizontální osy mohly být otočné i kolem podélné osy rovnoběžné s hlavní. V tomto případě odklápění neprobíhalo nahoru a dopředu, ale nahoru a do strany. U Krnkovy pušky M 1867 byl závěr odklápěn nahoru a doleva. U pušky Snider M 1866 byl použit odklopný závěr otevíraný nahoru a doprava.
Puška Remington M 1864 využívala jednoduchý a spolehlivý systém závěru odklopného dozadu, který se otáčel stejným směrem, jako kohout při svém natažení.
Méně byly rozšířeny závěry používající otočný závěr, který otevíral a zavíral přístup do hlavně pootočením kolem své podélné osy. Tento systém používala karabina Werndl M 1873/77.
Naproti tomu celá řada systémů používala kývavý závěr, který byl poprvé použit americkým konstruktérem Peabodym v roce 1860 u jeho pušky Peabody M 1860. Tento závěr byl se svým pouzdrem spojen pomocí příčného horizontálního kloubu a jeho prostřednictvím sklápěl svoji přední část. Tím se otevřel přístup do nábojové komory. Kývavé závěry se otevíraly a zavíraly pákou umístěnou pod krkem pažby a někdy spojenou s lučíkem spouště.
Jako nejlepší ze všech závěrů zadovek na jednotný náboj se ukázal odsuvný závěr, který využíval k odemčení a uzamčení hlavně otáčení kolem své podélné osy a byl posouván v pouzdře závěru prostřednictvím držadla. Takovýto závěr měly původně jehlovky a potom pušky na jednotný náboj především se středovým zápalem. Patřily k nim pušky Berdan 2 z roku 1870, Mauser M 1871, Gras M 1874 a mnohé další. Odsuvný závěr zajistil spolehlivé uzamčení hlavně a nejlépe řešil vyhazování prázdných nábojnic včetně natažení bicího ústrojí po každém výstřelu. Tyto závěry byly nejvíce perspektivní z hlediska dalšího vývoje pušek a zavádění opakovaček se zásobníkem na více nábojů.

#### První opakovací pušky

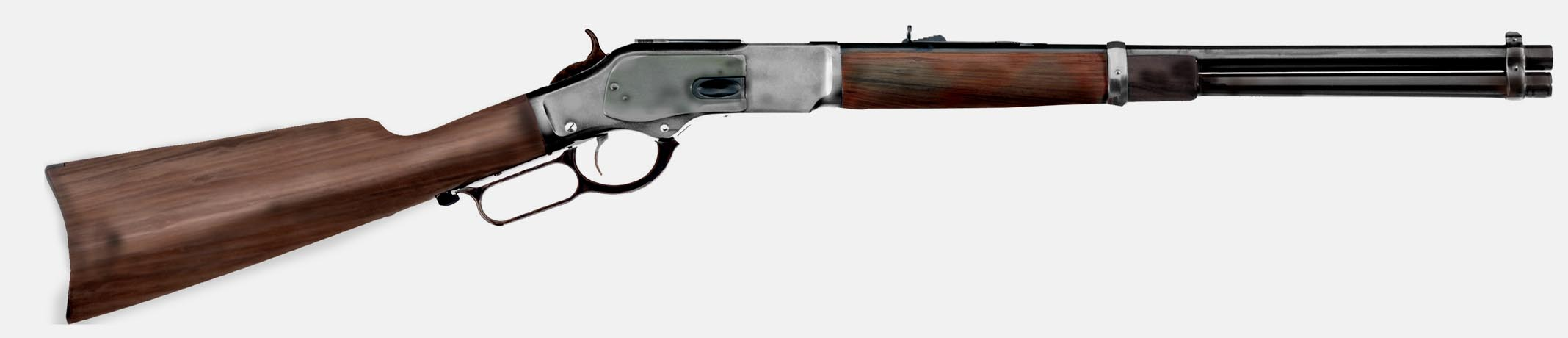
Puška Winchester M 1873 s trubicovým zásobníkem

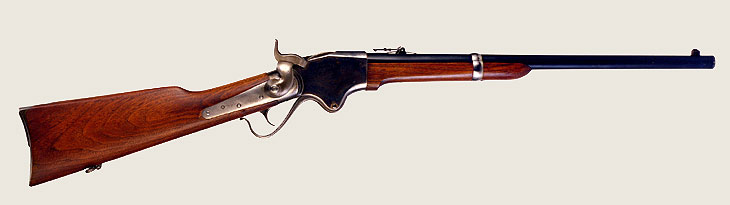
Karabina Spencer se zásobníkem v hlavišti pažby

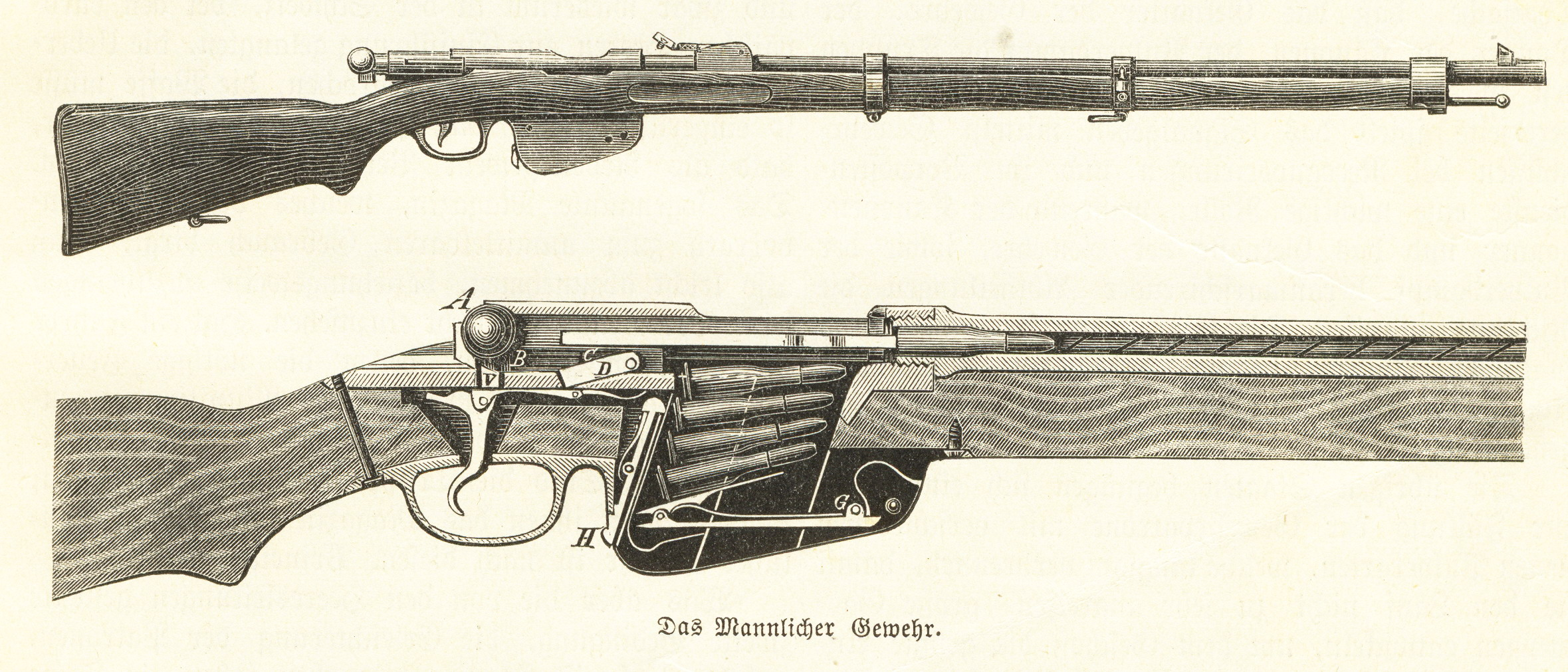
Puška Mannlicher M 1890 se středovým zásobníkem – nábojovou schránkou

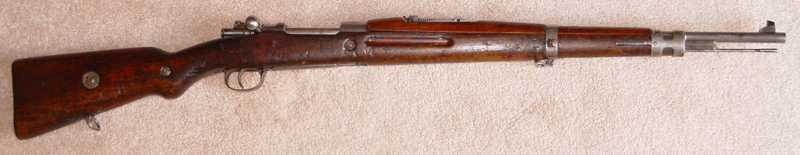
Československá opakovací puška vz. 24

V polovině 19. století bylo uskutečněno mnoho neúspěšných pokusů o zdokonalení jednotného náboje. V roce 1861 Francouz Pottet vynalezl první jednotný náboj se středovým zápalem. Tento vynález měl velký význam pro zdokonalování konstrukce pušek, poněvadž doposud používané náboje s okrajovým zápalem se uplatnily především u revolverů, ale pro pušky se příliš nehodily. Anglický konstruktér Boxer nahradil papírovou nábojnici, navrženou Pottetem, nábojnicí mosaznou. Výsledkem těchto pokusů bylo zjištění, že pro použití v puškách jsou nejlepší jednotné náboje se středovým zápalem a kovovou nábojnicí z jednoho kusu, která dokonale vyřešila problémy s utěsněním nábojové komory při výstřelu. Od šedesátých let 19. století se náboje se středovým zápalem začínají všeobecně rozšiřovat, nejprve u loveckých, pak i u vojenských zbraní.
Po celou dobu vývoje pušek rovněž probíhaly pokusy zaměřené na zvýšení jejich palebné rychlosti. Po vzoru úspěšných revolverů vznikaly rovněž i revolverové pušky. Hlavním jejich nedostatkem bylo – podobně jako u revolverů zdlouhavé nabíjení. Proto byly další pokusy směřovány k využití pušek se zásobníkem nábojů. Ve druhé polovině 19. století bylo navrženo značné množství různých variant zásobníků. Objevily se zásobníky umístěné pod hlavní, v hlavišti pažby nebo uprostřed zbraně.
Značného rozšíření dosáhly zásobníky umístěné pod hlavní. Náboje byly uloženy v kovové trubce rovnoběžně s hlavní a posouvané pružinovým podavačem. Takovéto zásobníky byly výhodné, protože téměř nezvětšovaly rozměr zbraně a mohly mít velkou kapacitu. Jejich hlavní nevýhodou byl poněkud složitý mechanizmus podavače a měnící se těžiště zbraně s postupným vyprazdňováním zásobníku. Takovýto zásobník používala například puška Winchester M 1866. Zásobníky umístěné v hlavišti pažby měly podobné nedostatky, navíc měly menší kapacitu. Tento typ zásobníku byl použit u pušek Spencer M 1860 nebo Mannlicher M 1880. Nejlepší vlastnosti měly středové zásobníky umístěné v blízkosti těžiště zbraně. Rovněž pokud jde o jednoduchost, spolehlivost a lehkost byly středové zásobníky pokládány za nejdokonalejší. Všechny tyto typy zásobníků mohly být ovšem plněny pouze po jednom náboji, tedy velmi pomalu. Až koncem osmdesátých let 19. století byl konečně vynalezen způsob, jak rychle naplnit zásobník několika náboji najednou pomocí nábojového pásku nebo nábojového rámečku.
K dokonalé funkci středových zásobníků přispěl hodně nový tvar nábojů – s bezokrajovou nábojnicí a drážkou u dna nábojnice. Tento tvar vyloučil možnost poruchy v důsledku zachycení horního náboje za spodní, k čemuž dosti často docházelo u systémů používajících náboje s okrajovou nábojnicí (u níž dno nábojnice přečnívá přes průměr těla nábojnice). Velmi důležitou událostí pro další vývoj palných zbraní byl rovněž vynález bezdýmného střelného prachu, který byl ve srovnání s černým prachem mnohem výkonnější. To umožnilo značně zmenšit rozměry a snížit hmotnost nábojů a přitom zlepšit jejich balistické vlastnosti. Od počátku 19. století do příchodu bezdýmného střelného prachu se zmenšila používaná ráže přibližně z 18 na 8 až 6,5 mm. Bylo zjištěno, že pušky s těmito zmenšenými rážemi mají při použití bezdýmného prachu nejlepší balistické vlastnosti ve spojení s potřebnou zastavovací schopností. Hmotnost moderních opakovaček byla díky tomu rovněž snížena na cca 4 kg.

### Pušky moderního typu

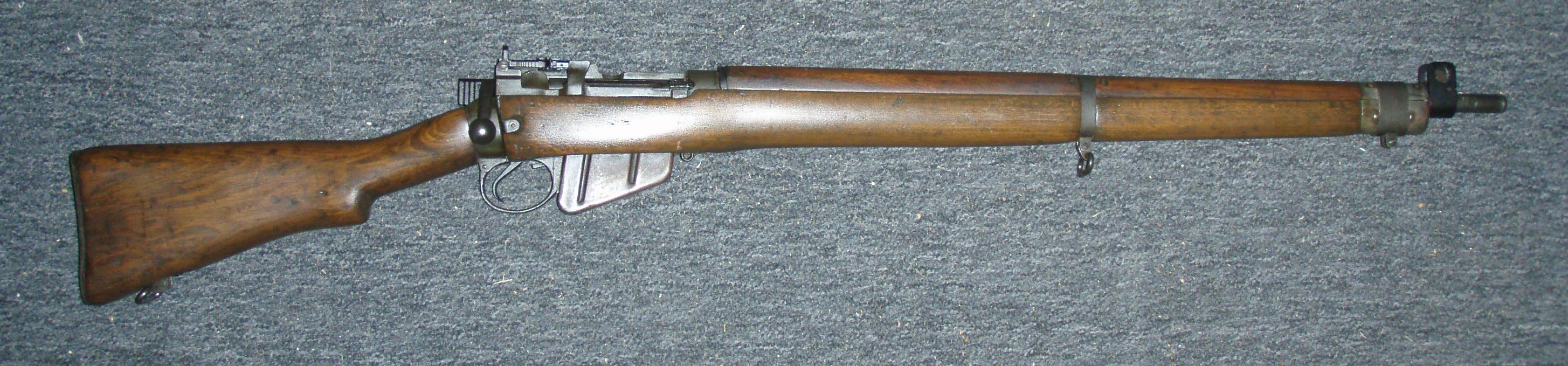
Opakovací puška Lee Enfield No 4, Mk I

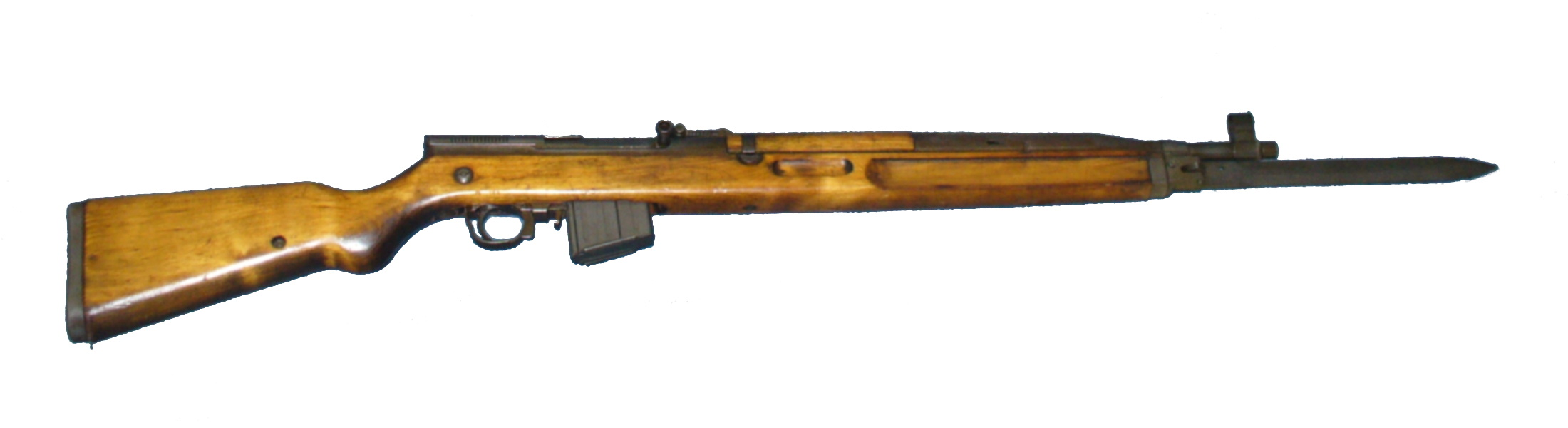
Samonabíjecí puška vz. 52

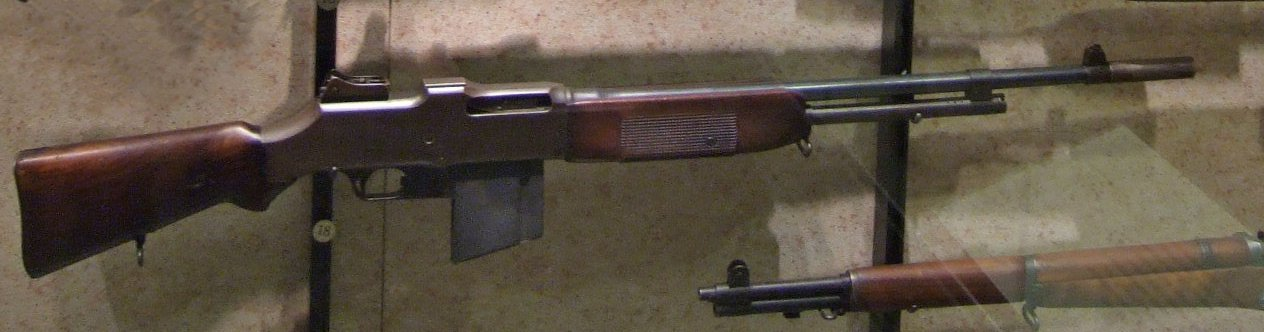
Těžká automatická puška BAR 1918

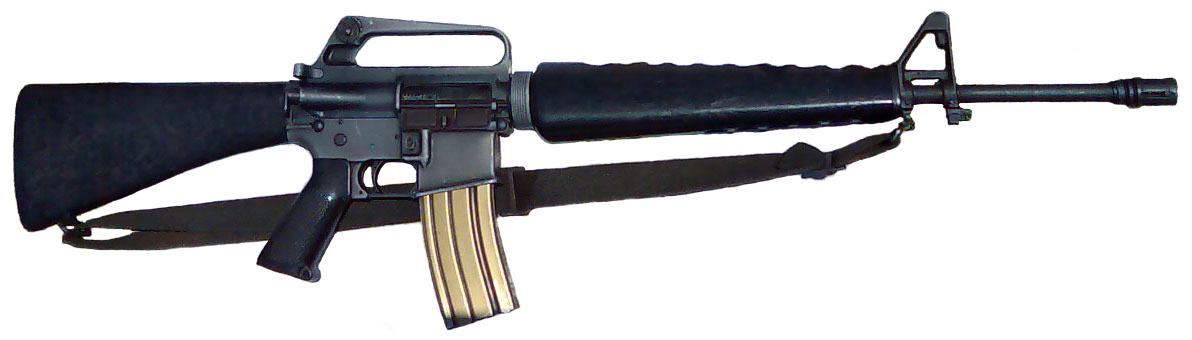
Útočná puška M16

Útočné pušky – Přestože je v názvu slovo puška, jedná se o zcela samostatnou kategorii, která nepoužívá puškové náboje, nýbrž náboje střední balistické výkonnosti.

Podle způsobu zásobování municí a funkce mechanizmu závěru se moderní pušky rozdělují na:
- jednoranné pušky – před každým výstřelem je zapotřebí ručně vyjmout vystřelenou nábojnici (pokud není puška vybavena vyhazovačem) a vložit nový náboj do nábojové komory. Lovecké pušky mívají sklopné hlavně a mohou být jednohlavňové (tzv. jednušky), dvouhlavňové (pokud jsou hlavně vedle sebe, tak se nazývají dvojky, u hlavní nad sebou se jedná o kozlice), tříhlavňové (trojáky), výjimečně i vícehlavňové. Hlavně mohou být jen kulové, jen brokové nebo kombinace kulových i brokových. Vojenské pušky (případně sportovní) se jako jednoranné vyrábějí pouze ve velmi velkých rážích (např. .50 BMG, 12,7 × 108 mm) a jejich systém je založen na odsuvném závěru. Používají se jako odstřelovací na velmi velké vzdálenosti. Označují se jako Antimateriálové pušky (dřívější označení bylo Protitankové pušky).
- opakovací pušky – před každým výstřelem je nutno ručně odsunout závěr do zadní polohy. Tímto pohybem je vyhozena prázdná nábojnice z nábojové komory, nový náboj je podán ze zásobníku nebo nábojové schránky. Při ručním uzavření závěru je náboj zasunut do nábojové komory a dojde k natažení úderníku. Tento typ pušky byl využíván jako hlavní zbraň pěchoty od zavedení zbraní s jednotným nábojem v polovině 19. století až do konce druhé světové války a byl nahrazen samonabíjecí puškou a později útočnou puškou, které již nepotřebují po každém výstřelu ruční manipulaci se závěrem. Mezi opakovací pušky patří například německá puška Kar 98k nebo britská puška Lee-Enfield.
- samonabíjecí pušky (poloautomatické) – po každém výstřelu je automaticky vyhozena prázdná nábojnice a zasunut nový náboj do nábojové komory. Samonabíjecí cyklus funguje většinou na principu odběru prachových (spalných) plynů z hlavně. Tyto pušky umožňují na jedno stisknutí spouště pouze jeden výstřel. Tato kategorie vznikla experimentálně již na přelomu 19. a 20. století a rozšířila se hlavně v průběhu druhé světové války. V armádách vyspělých států byly zbraně tohoto typu v poválečném období nahrazeny univerzálnějšími útočnými puškami. Mezi samonabíjecí pušky patří například americká samonabíjecí puška M1 Garand, sovětská SKS nebo československá samonabíjecí puška vz. 52
- samočinné pušky (plně automatické) – typ konstrukce je podobný poloautomatické samonabíjecí pušce. Rozdíl je pouze v tom, že je schopna střílet dávkami, což poloautomatická samonabíjecí puška nedokáže. Představitelů automatických pušek, kteří by se neřadili do kategorie pušek útočných není mnoho. Patří sem například americká těžká automatická puška Browning BAR 1918, sovětský Avtomat Fjodorov 1916, sovětská automatická puška Simonov AVS-36 nebo německá automatická puška pro výsadkáře FG42.

## Základní rozdělení pušek
Pušky se mohou rozdělovat podle mnoha hledisek:
- Podle uložení nábojů se pušky rozdělují na
  - jednoranové a víceranové – náboj se vkládá přímo do nábojové komory. Víceranové pušky mají více hlavní. Většina historických palných zbraní patřila do této skupiny. Po vynálezu a zavedení prvních opakovacích pušek jsou takto konstruovány jen některé zbraně pro terčovou střelbu, lovecké vícehlavňové zbraně nebo pro pušky pro speciální použití – například narkotizační puška.
  - opakovací, samonabíjecí a samočinné zbraně se zásobníkem nebo pevnou nábojovou schránkou.
- Podle počtu používaných hlavní se mohou pušky dělit na:
  - jednohlavňové (většina vojenských pušek)
  - dvoj a vícehlavňové (lovecké zbraně,většinou s alespoň jednou brokovou hlavní – dvojka, kozlice, troják)
- Podle typu používaného střeliva:
  - brokové (viz brokovnice)
  - kulové (viz kulovnice)
  - kombinované (zároveň kulové i brokové – viz kombinovaná zbraň)
- Podle ráže se dělí pušky na:
  - malorážkové (např. .22 Long Rifle)
  - středokaliberní (např. .223 Remington)
  - velkorážové, používající náboje od cca 7 mm výše (např. .308 Winchester) (kromě brokových zbraní)
- Podle typu vývrtu hlavně:
  - s drážkovaným vývrtem (většina moderních pušek na kulové náboje)
  - s hladkým vývrtem hlavně (historické pušky, v současnosti většinou jen brokovnice) nebo zcela speciální zbraně (GyroJet)
- Podle způsobu střelby:
  - manuální (opakovací) – vyžadují ruční manipulaci se závěrem před každým výstřelem
  - poloautomatické (samonabíjecí) – ihned po výstřelu je znovu připravena střílet, až do vyprázdnění zásobníku – ale jen jednotlivými ranami
  - automatické (samočinné) – dokud je stisknuta spoušť, střílí jeden náboj za druhým, většinou se dají přepnout do poloautomatického režimu